# 黄道 (人物)
黄道（1900年4月25日—1939年5月23日），原名黄端章，别名一鸣，男，江西横峰人，中国共产党早期高级干部。

## 生平

### 早期经历
黄道是江西横峰姚家垅人。1917年春，肄业于信江中学。1919年9月，黄道考入南昌第二中学，受《新青年》杂志的影响，与袁玉冰等人发起组织江西改造社，出版《新江西》杂志，传播马克思主义，被称为“江西八大家”之一。1923年秋，黄道考入北京高等师范教育系。同年加入中国社会主义青年团，1924年转为中国共产党党员。不久即成为北师大党支部书记和北京学联的负责人之一，积极参加学生运动。1926年5月，黄道因遭北洋政府通缉，回到江西。出任国民党横峰县党部筹建人，同时秘密成立中共横峰县支部，组织农民协会，开展农民运动。南昌起义时，黄道参与了准备工作。随后，他遭到的通缉，潜回赣东北，任横峰区委书记。
1928年春，与方志敏、邵式平共同领导弋横暴动，任弋阳县委书记兼弋阳暴动总指挥。1930年，黄道任赣东北苏维埃主席团委员兼秘书长，赣东北特区委常委、组织部长。1931年7月，黄道调任中共闽北分区区委书记，兼任闽北军分区政委，负责组建闽北苏区，并多次击退国军围剿。1933年5月，黄道任中共闽赣省委常委兼宣传部长。1934年1月，他当选为中华苏维埃共和国中央政府执行委员。
红军主力长征后，黄道奉命留在闽北，领导闽北游击战争。1935年10月，成立中共闽浙边临时省委。随后，叶飞与刘英在军事上出现意见分歧，粟裕则建议由黄道出面摆平此事。而黄道则劝叶飞率闽东特委从临时省委独立出去，最终导致刘英命令粟裕以鸿门宴方式在浙江庆元南阳村逮捕叶飞，是为“南阳事件”。1936年5月，黄道担任中共闽赣省委书记、闽赣军区政治委员。

### 抗日战争时期
七七事变后，黄道、曾镜冰于1937年9月20日致信江西省政府主席熊式辉，表示愿意将闽北红军游击队改编为抗日义勇军，要求国军撤退；不日，双方代表在光泽县大洲村达成协议，黄道率闽赣游击队1500人到铅山县石塘镇集中。1937年冬，黄道任中共中央军委新四军军分会委员。闽北红军游击队改编为新四军第三支队第五团，黄道任新四军驻赣办事处主任。不久，又担任中共中央东南分局宣传部长、统战部长。黄道根据中共中央“为动员一切力量争取抗战胜利”的指示，在江西积极开展抗日救亡运动，在群众中宣传《抗日救国十大纲领》，组织江西青年服务团等几十个抗日群众团体，开展统战工作。
1939年4月，黄道赴上饶并转往皖南新四军军部。途中，黄道在铅山河口镇染疾，住进大同旅社治病。5月23日，国民政府特务买通为黄道治病的医生，给黄道注射毒药将其谋杀。5月25日，中共中央东南局发出《关于悼念黄道同志的通知》，陈毅写了《纪念黄道同志》一文。同时，东南局又派曾镜冰、陈丕显慰问黄道亲属和主持悼念活动。黄道灵柩运往闽北崇安长涧源安葬。1953年，黄道遗骸迁葬于上饶信江畔。